# 息長氏

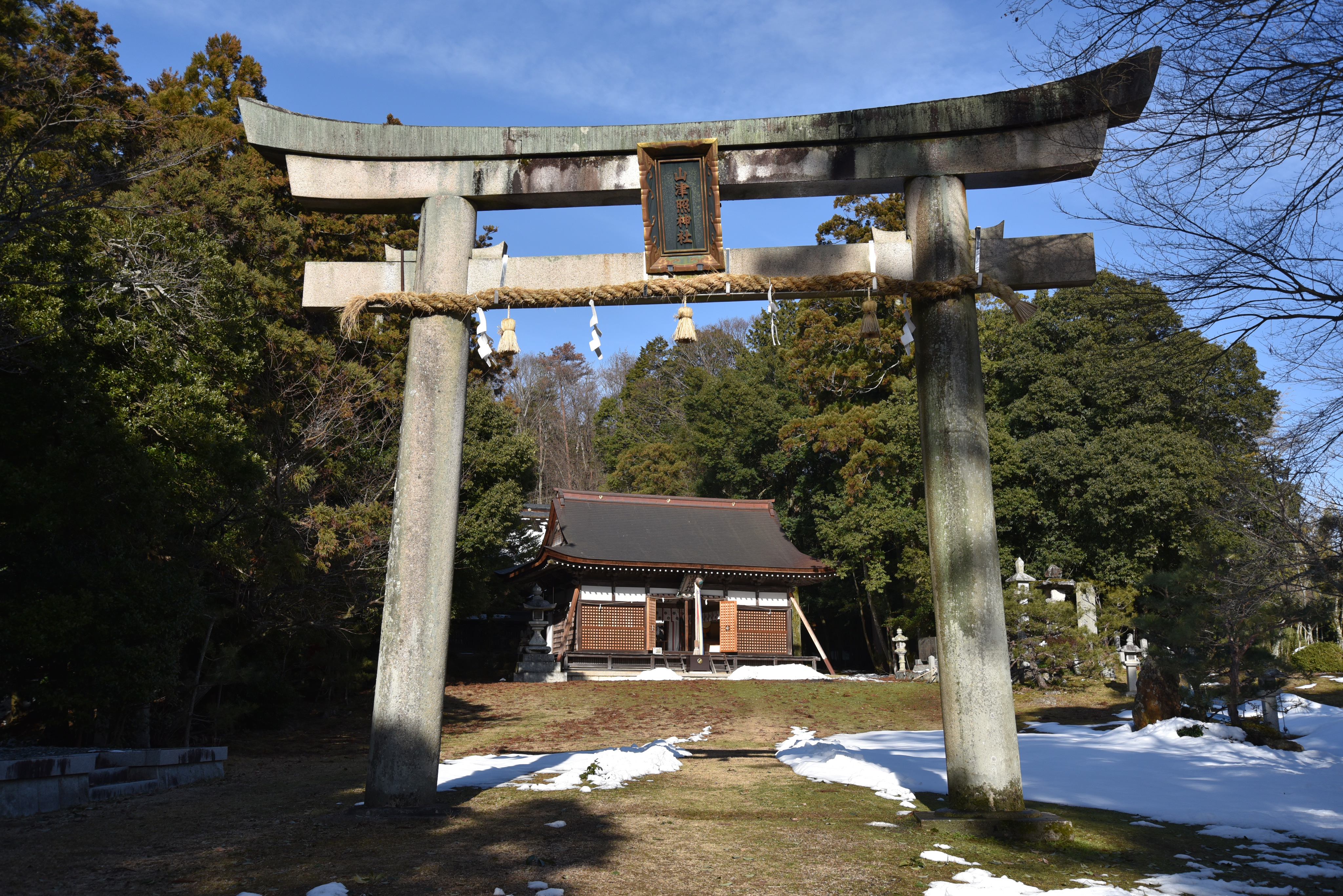
山津照神社

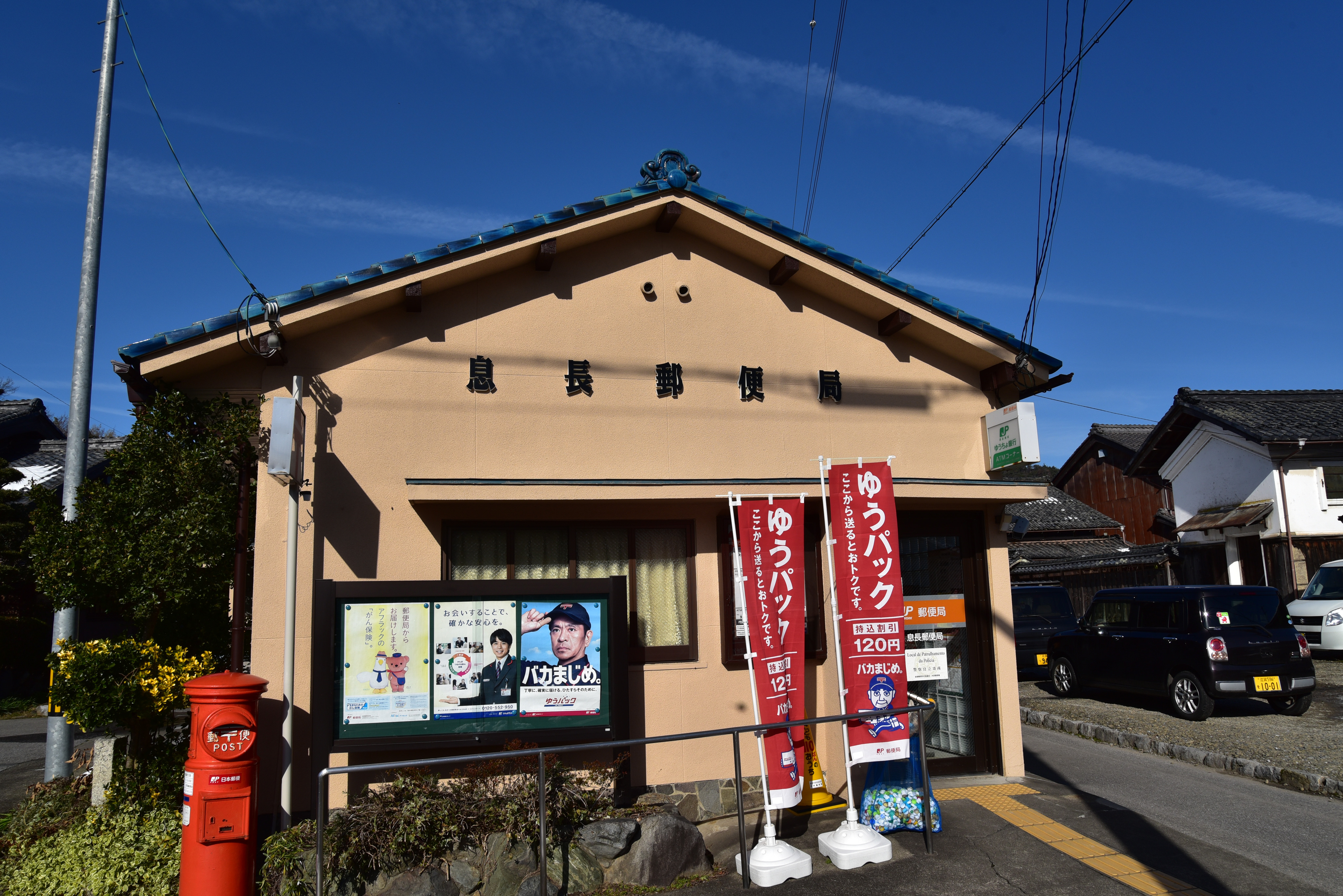
息長氏の名残を残す息長郵便局

息長氏（おきながうじ）は、「息長」を氏の名とする氏族である。

## 概要
『古事記』における「息長」の文字の初出は、息長水依比賣である。父は天之御影神の六世孫・国忍富命、夫は日子坐王（第9代開化天皇の子）とされる。次は、開化天皇皇子の日子坐王の子である迦邇米雷王を父とする息長宿禰王（『紀』では気長宿禰王）であり、神功皇后の父とされる。第三は、息長宿禰王の娘で第14代仲哀天皇の皇后・神功皇后（じんぐうこうごう）であり、諱（実名）は『古事記』では息長帯比売命（おきながたらしひめのみこと）、『日本書紀』では気長足姫尊とされる。第四は、神功皇后の弟の息長日子王、第五は、倭建命の子である息長田別王、第六は、倭建命の子・杙俣長日子王の娘である息長真若中比売。その他、香春神社の祭神である辛国息長大姫刀自命や、『続日本紀』に見える額田部連息長、吉備津彦後裔の吉備上道臣息長借鎌、『播磨国風土記』に見える天穂日命の後裔で山直の祖・息長命、『新撰姓氏録』で茨田連の祖と見える景行天皇皇子の息長彦人大兄瑞城命などがいる。
『記紀』によると応神天皇の皇子若野毛二俣王の子、意富富杼王が中興の祖とされる。皇室との関わりを語る説話が多く、姓（かばね）は公（きみ）であり、同族に三国公（後の三国真人）・坂田公（後の坂田真人）・酒人公（後の酒人真人）・波多君（後の八多真人）など、準皇族のニュアンスのある公や真人の姓（かばね）である。
岡田精司は継体天皇を息長氏に出自を持ったヤマト王権の新王朝の始祖とする説を提唱した。『古事記』においても、「応神天皇の子孫である袁本杼命（継体天皇）を近江から迎え入れる」との記述が見られ、継体天皇の出自を暗示しているとする。
奈良時代以降は、近江国坂田郡（現在の滋賀県米原市のほとんどと長浜市の一部）を本拠としたとするのが一般的な見解とされており、美濃・越への交通の要地であり、天野川河口にある朝妻津により大津・琵琶湖北岸の塩津とも繋がる。また、息長古墳群を擁し相当の力をもった豪族であったことが窺える。ただし文献的に記述が少なく、謎の氏族ともいわれる。一方、河内に息長氏末裔が近世まで存在しており、文献などには信頼性が欠ける部分も多いが、看過出来ない部分もあり、河内が本拠であるという説もある。
7世紀末に天武天皇は、豪族を新たに八種にランクづける八色の姓を制定した。息長氏はその最高位の「真人」を賜った。
なお、山津照神社は息長氏の祖神を祀ったとされ、現在は国常立命を祭神とする。

## 椿井文書と息長氏
椿井政隆は、自身が作成した偽書・「椿井文書」において、現在の米原市で朝妻川と呼ばれていた川に「息長川」の名称を与え、「朝嬬皇女墳」を世継村に、「星川稚宮皇子墳」を朝妻川の対岸の朝妻村に「設置」した。朝妻川は天の川とも呼ばれていたので、椿井は七夕伝説を作り出そうとしたのであり、湖北の七夕伝承は椿井文書由来のものである。
また、椿井は京都府京田辺市の観音寺を「中世までは普賢寺あるいは普賢教法寺と称していた」ことにし、また「朱智神社をその鎮守である」とし、さらに寺に「息長山」の山号を与えた。そして、「息長」や「朱智」という苗字の侍を祖とする系図を量産した。ここに息長という名詞が登場するのは、椿井政隆が若い頃に近江国膳所藩で活動しており、その時に得た息長氏の知識を踏まえているからである。これは、逆に「南山城に息長氏が存在したという伝承が存在しなかった」ことを表している。